# Tetrastichus micans
Tetrastichus micans är en stekelart som beskrevs av Howard 1897. Tetrastichus micans ingår i släktet Tetrastichus och familjen finglanssteklar.
Artens utbredningsområde är Grenada. Inga underarter finns listade i Catalogue of Life.